# Cosmosoma pheres
Cosmosoma pheres är en fjärilsart som beskrevs av Pieter Cramer 1782. Cosmosoma pheres ingår i släktet Cosmosoma och familjen björnspinnare. Inga underarter finns listade i Catalogue of Life.

## Bildgalleri

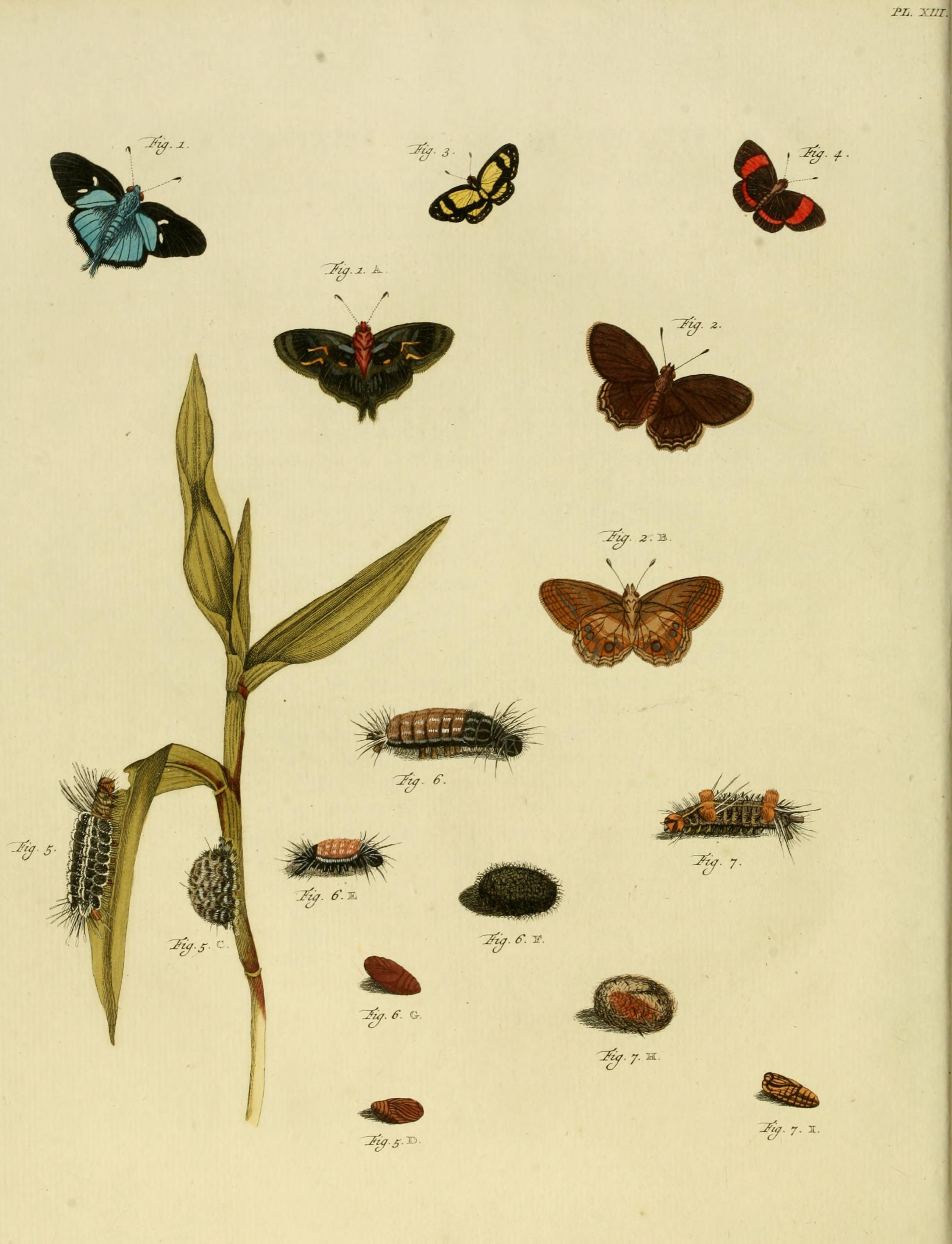
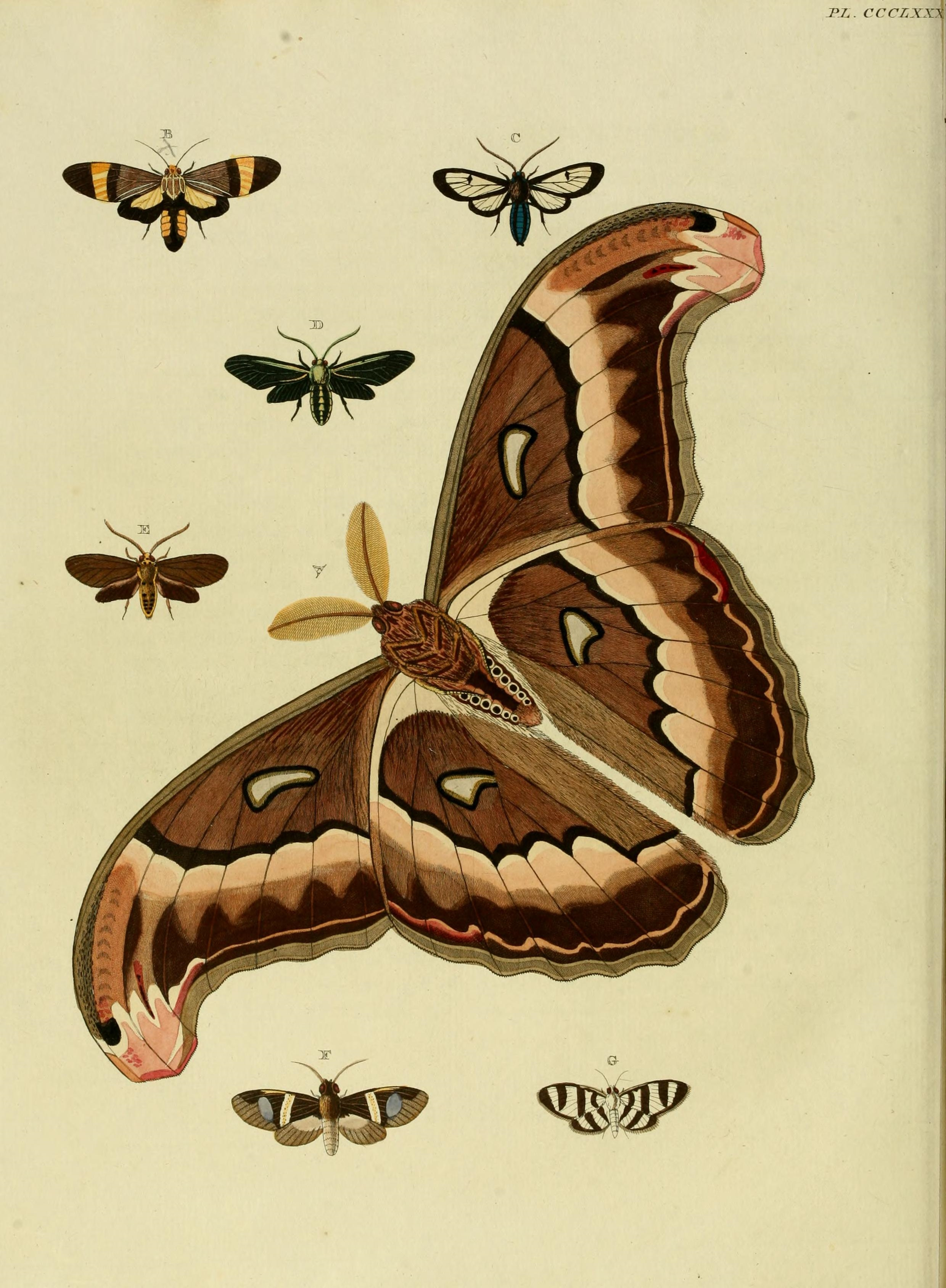